# Alfa Laval Group
Alfa Laval Group — шведська компанія з виробництва обладнання та технологій, призначених для підвищення ефективності виробничих процесів.
У 1883 році Густав де Лаваль і Оскар Ламм-молодший заснували підприємство AB Separator, що стало попередником нинішньої компанії.
Alfa Laval виробляє і розробляє обладнання та технології, призначені для підвищення ефективності виробничих процесів. Вони забезпечують нагрівання, штучне охолодження, поділ, центрифугування, сепарування і транспортування продуктів на підприємствах, що займаються виробництвом продовольчих товарів, напоїв, хімічних речовин і нафтопродуктів, ліків, крохмалю, цукру, етилового спирту та ін. Теплообмінники Alfa Laval застосовуються в системах тепло- і холодопостачання, вентиляції, кондиціонування, технологічних процесах промислових підприємств.
Компанія продає свою продукцію приблизно в ста країнах світу, в 50 з них працюють комерційні компанії. Компанія має 20 великих виробничих підприємств (12 в Європі, 6 в Азії та 2 в США), а також 70 сервісних центрів. У компанії в різних країнах світу працює близько 16 тисяч осіб.

## Історія компанії
Компанія була заснована як AB Separator і в 1938 році представила на ринку свій перший теплообмінник. Нинішня назва Альфа Лаваль була введена в 1963 році, між 1991 і 2000 Альфа Лаваль була частиною групи Tetra Pak. У 1991 році Альфа Лаваль була розділена на дві компанії: Альфа Лаваль та Альфа Лаваль Агрі, спеціалізацією останньої стало виробництво сільськогосподарське обладнання в основному для молочних продуктів. Коли Альфа Лаваль був проданий, Альфа Лаваль Агрі залишалася частиною групи Тетра Пак і був перейменований в DeLaval, на честь засновника компанії.
У 1993 році в результаті злиття двох компаній «Tetra Pak» і «Alfa Laval» був утворений концерн «Tetra Laval»
Альфа Лаваль в даний час ділить свої операції на продаж обладнанням (продажів) та організацією технологічних процесів (контрактів з більшою тривалістю).
Нещодавно Альфа Лаваль почав працювати у напрямку зміцнення її виготовлення котлів. У 2014 році, Альфа Лаваль повинна мати все своє виробництво котлів, розташованих в Циндао, Китай. Виробництво котелень в Хайфон, В'єтнам були закриті в 2013 році через консолідації виробництва.
З 2012 року Альфа Лаваль має в цілому 32 виробничих об'єктів : 15 з яких розташовані в Європі, в Азії — 9, 6 в Сполучених Штатах, і 2 в Латинській Америці.
У 1983 році Альфа Лаваль увійшла в біотехнологічну промисловість, пропонуючи сепаратори, які можуть ізолювати генетичні зразки.
Цікаво, що влітку 2008 відбулася розкрадання на об'єкті в Лунді, де 80 тонн титану були вкрадені за допомогою двох причепів, які їхали до Польщі.